# Евералдо
Евералдо Маркес де Силва (порт. Everaldo Marques da Silva; 11. септембар 1944 — 28. октобар 1974), познатији као Евералдо, био је бразилски фудбалер.

## Биографија
Фудбалску каријеру је започео 1957. године у омладинском тиму фудбалског клуба Гремио. Године 1964, Евералдо је био прикључен првом тиму Гремија, али није успео да се наметне па је 1965. отишао у Жувентуде из града Кашијас до Сул. Годину дана касније, вратио се у Гремио и постао је стандардни играч тима у одбрани. За девет година колико је Евералдо играо за Гремио, постао је четвороструки првак државе Рио Гранде до Сул.
За репрезентацију Бразила одиграо је 24 утакмице (и 5 незваничних утакмица). Дебитовао је 25. јуна 1967. у мечу против репрезентације Уругваја. Био је учесник Светског првенства 1970. у Мексику. На Светском првенству је одиграо пет мечева (провео је 415 минута на терену), укључујући и финални меч, у којем је његов тим победио Италију резултатом 4:1. Утакмица се одиграла 21. јуна 1970. на стадиону Астека пред 107 хиљада гледалаца. Последњи меч за национални тим одиграо је 26. априла 1972. против репрезентације Парагваја.
Дана 27. октобра 1974, Евералдо се враћао са путовања, доживео је саобраћајну несрећу када је аутом ударио у камион. Дан касније, 28. октобра, преминуо је од задобијених повреда. У несрећи су такође погинули његова супруга Клеси, његова сестра Ромилда и кћерка Деисе.

## Успеси

### Клуб
- Првенство државе Рио Гранде до Сул: 1964, 1966, 1967, 1968.
- Куп Рио-Бранко: 1967.
- Куп Атлантика: 1971.
- Турнир Веро: 1971.
- Куп Рока: 1971.
- Најбољи дефанзивац Бразила: 1970.

### Репрезентација
Бразил
- Светско првенство: 1970.